# Mel Blanc

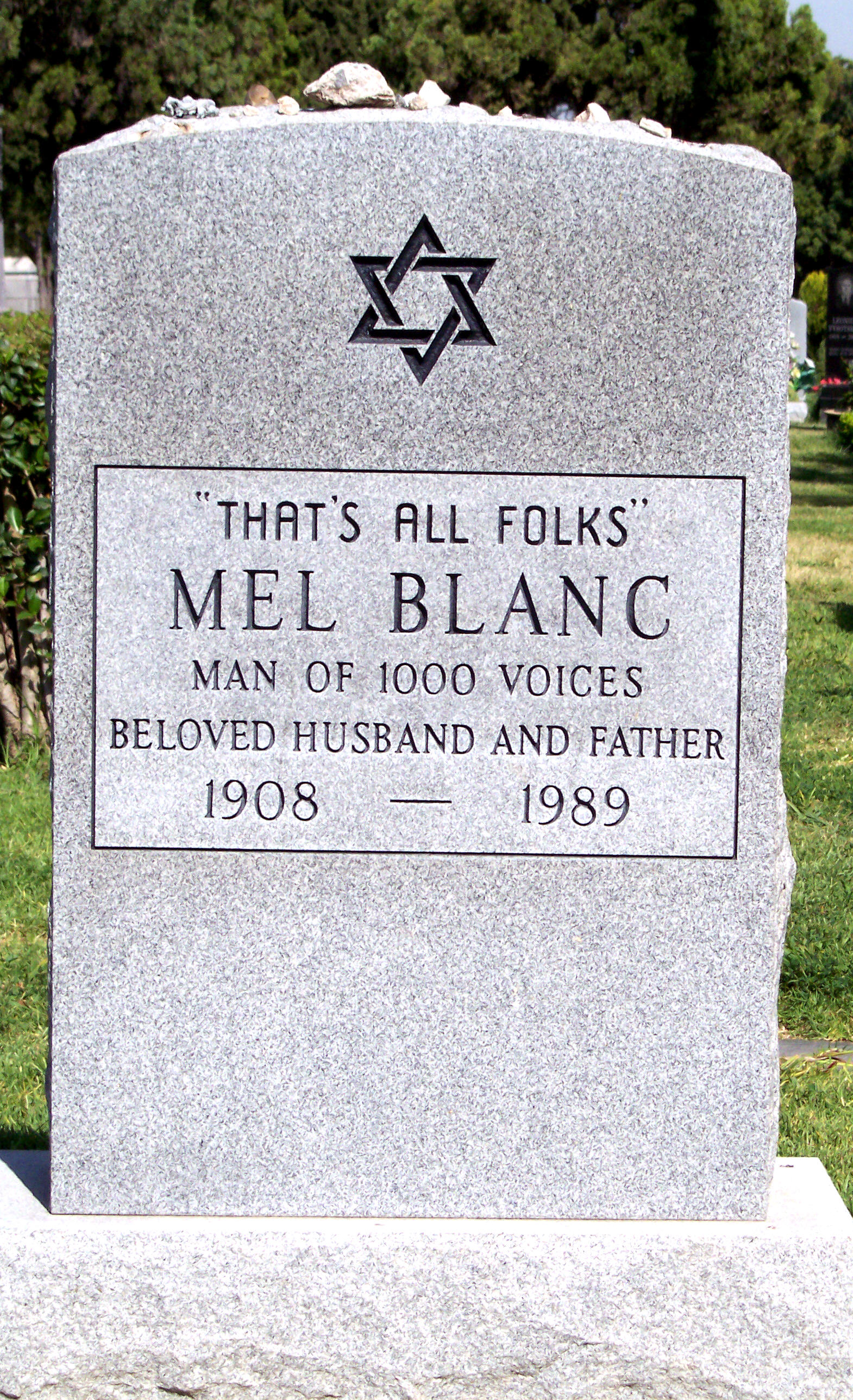
Blancs gravsten på Hollywood Forever Cemetery.

Melvin Jerome "Mel" Blanc, född 30 maj 1908 i San Francisco i Kalifornien, död 10 juli 1989 i Los Angeles i Kalifornien, var en amerikansk röstskådespelare och komiker. Blanc var mest känd för att ge röster till många av rollfigurerna i Looney Tunes.
Blanc benämndes för sin stora variation av röster som "mannen med tusen röster".

## Bakgrund
Mel Blanc föddes i San Francisco men växte upp i Portland i Oregon. Hans radiokarriär började 1927 och 1935 flyttade han till Hollywood där han fortsatte sin radiokarriär innan han också började göra röster för animerade filmer.
Blanc har gjort röster till många tecknade filmer, bland annat Looney Tunes. Bland de rollfigurer som han gav rösten åt finns Snurre Sprätt och Daffy Duck.
När Jetsons fick en långfilm 1990 (Jetsons The Movie) spelade Blanc ännu en gång Mr Spacely. Han hade redan spelat honom i tv-serien. Han hann dock inte spela in alla repliker innan han avled, så Jeff Bergman gjorde några av replikerna. Filmen avslutas med texten: Dedicated to the memory of George O'Hanlon (rösten till George som även han avled 1989) and Mel Blanc.

## Filmografi i urval
- 1940 – Pinocchio
- 1950 – Kvitt eller dubbelt
- 1959–1966 – Familjen Flinta (TV-serie)
- 1962 – Bröderna Grimms underbara värld
- 1962–63 – Wally Gator (TV-serie; övriga röster)
- 1963–67 – Tom och Jerry (röst som Tom)
- 1970 – Aristocats
- 1988 – Vem satte dit Roger Rabbit (röst till Snurre Sprätt och Daffy Duck)